# مخرمة بن نوفل
 مخرمة بن نوفل صحابي من المؤلفة قلوبهم. اسمه مخرمة بن نوفل بن أهيب بن عبد مناف بن زهرة بن كلاب أبو المسور القرشي الزهري، أما أمه فهي رقيقة بنت أبي صيفي بن هاشم بن عبد مناف بن قصي.
كان كبير بني زهرة، كساه النبي حلة فاخرة باعها بأربعين أوقية ، وكان من المؤلفة قلوبهم فقد روت عائشة بنت أبي بكر قالت جاء مخرمة بن نوفل فلما سمع النبي به قال بئس أخو العشيرة فلما دخل بش به قالت فلما خرج كلمته في ذلك فقال يا عائشة أعهدتني فحاشا إن شر الناس من يتقى شره، وكان والده نوفل ابن عم آمنة بنت وهب والدة النبي، ولهذا أكرمه النبي وبش به وخلع عليه حلة مثمنة وكان ولده المسور بن مخرمة من صغار الصحابة ومن أشراف قريش وعلمائهم. توفي سنة 54 هـ وله من العمر مئة وخمسة عشر عامًا.